# Едо Мурић
Едо Мурић (Љубљана, 27. новембар 1991) словеначки је кошаркаш. Игра на позицији крила, а тренутно наступа за Цедевиту Олимпију. Његов старији брат Дино такође се бави кошарком.

## Биографија
Прошао је кроз млађе категорије клуба Паркљи Љубљана. Сезону 2008/09. провео је у редовима Шкофје Локе, а у наредној вратио се у Паркљи. Од 2010. до 2014. године био је члан Крке, са којом је четири пута освајао национално првенство, три пута суперкуп и једном куп, а био је део генерације која је овом клубу донела једини међународни трофеј — титулу у ФИБА Еврочеленџу (у сезони 2010/11). Мурић је 11. септембра 2014. године постао члан београдског Партизана, потписавши трогодишњи уговор са црно–белима. Након две сезоне напустио је црно–беле. У сезони 2016/17. бранио је боје Банвита и био је део састава који је овом клубу донео први трофеј у Купу Турске. Дана 13. септембра 2017. потписао је 1+1 уговор са Анадолу Ефесом, али је ипак отпуштен већ 16. децембра исте године. Дана 30. децембра 2017. потписао је уговор са Зјелона Гором до краја сезоне. У сезони 2018/19. је био играч загребачке Цедевите, а од наредне 2019/20. је играч новоосноване Цедевите Олимпије.
За репрезентацију Словеније наступао је на Европским првенствима 2011, 2013, 2017. и 2022. као и на Светском првенству 2014. и на Олимпијским играма 2020. године.

## Успеси

### Клупски
- Крка:
  - Првенство Словеније (4): 2010/11, 2011/12, 2012/13, 2013/14.
  - Куп Словеније (1): 2014.
  - Суперкуп Словеније (3): 2010, 2011, 2012.
  - ФИБА Еврочеленџ (1): 2010/11.

- Банвит:
  - Куп Турске (1): 2017.

- Цедевита:
  - Куп Хрватске (1): 2019.

- Цедевита Олимпија:
  - Првенство Словеније (2): 2020/21, 2021/22.
  - Куп Словеније (2): 2022, 2023.
  - Суперкуп Словеније (3): 2020, 2021, 2022.

### Репрезентативни
- Европско првенство:  2017.

### Појединачни
- Најкориснији играч Куп Словеније (1): 2022.